# دوک (نخ‌ریسی)
دوک ابزاری ساده از جنس چوب یا آهن است برای ریسیدن پنبه و پشم. دوک نخ‌ریسی اولین وسیله پارچه‌بافی است که الیاف را به نخ تبدیل می‌کند و به این خاطر در تاریخ تحول وتکامل بافندگی نقش بسیار مهمی داشته‌است. الیاف توسط دوک نخ‌ریسی تبدیل به رشته‌های طولانی و محکم گردیده که (بنا به مورد مصرف) رنگرزی شده یا به همان رنگ اولیه در نساجی سنتی، قالی‌بافی، گلیم‌بافی و... به‌کار برده می‌شوند.

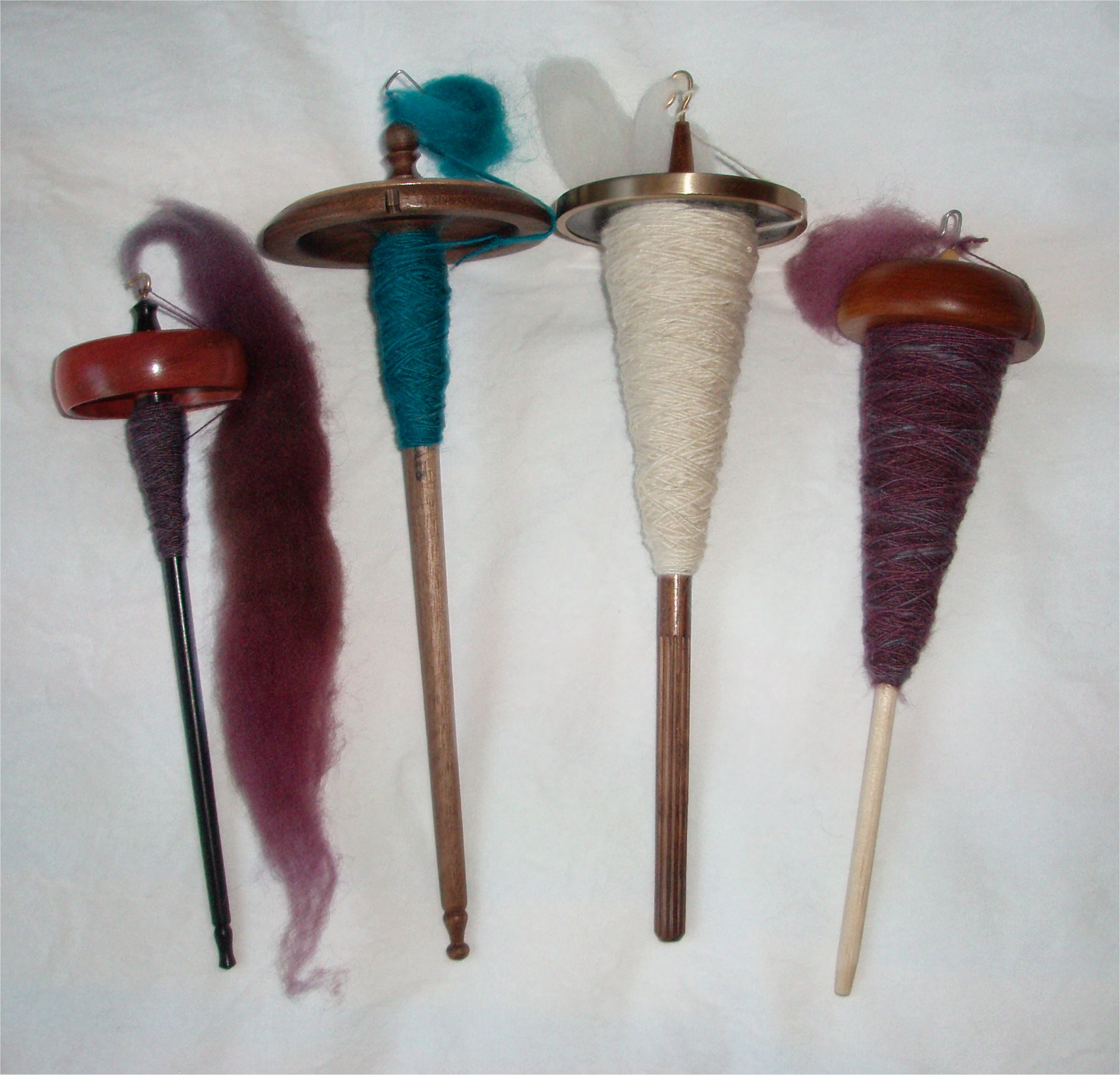
دوک‌های نخ‌ریسی امروزی.

## سازوکار
دوک چوب یا فلزی است تقریباً به طول نیم متر یا بیشتر که در یک سر آن نیم‌کرهٔ چوبی قرار دارد و در سر دیگر آن نیم‌کرهٔ قلابی آهنین نازک سرکج تعبیه شده‌است. قطر چوب در قسمت نیم گوی کلفت و در قسمت دیگر باریک است. زنان دوک‌ریس، سر رشته را بدان قلاب می‌پیچانند و با یک دست دوک را روی زانو تاب می‌دهند و با دست دیگر پشم یا پنبه را که از یک سر به صورت باریکی به رشته سر چنگک متصل است به آرامی به تاب درمی‌آورند و همین که رشته به درازای فاصلهٔ دست و زانو یعنی حدود یک متر رشته شد آن را به دور چوب می‌پیچند و دوباره به تافتن رشتهٔ دیگر می‌پردازند و این کار را همچنان ادامه می‌دهند تا تودهٔ قطور مخروطی شکل از رشتهٔ پشم یا پنبه فراهم آید و آن تودهٔ مخروطی شکل را دوکچه می‌نامند.
چوبی که گلوله پشم نریسته را روی آن نگاه می‌دارند تا سپس بتوانند آن پشم را برای ریسیدن به دور دوک بپیچند دُشْکی نام دارد.
حلقه یا برآمدگی در گلوی دوک نخ‌ریسی برای پیشگیری از گره خوردن نخ را بادریسه می‌گویند.

## پیشینه
تکامل این وسیله نقش مهمی در پیشرفت فن نساجی داشته و پیش‌درآمد پیدایش چرخ نخ‌ریسی است. یافته‌های باستان‌شناسی نشان دهنده استفاده دوک از دوره نوسنگی است. در بسیاری از محوطه‌های باستانی عصر نوسنگی ایران نیز دوک‌های متعددی یافت شده‌اند. مهری از محوطه چغامیش خوزستان متعلق به ۳۳۰۰ ق م زنی را در حال نخ‌ریسی نشان می‌دهد.
استفاده از دوک‌های سوراخ‌دار امکان کنترل بهتر الیاف و تبدیل آن به نخ صاف و ظریف‌تر مقدور می‌سازد. وجود دوک‌های سوراخ‌دار شیاردار در طی هزاره چهارم پیش از میلاد و به‌کارگیری انواع الیاف‌های پشمی در ایران، فلسطین، میان‌رودان و قفقاز حکایت از پیشرفت بکار بردن پشم و روش‌های ریسندگی در این مناطق دارد. افزون بر آن در محوطه‌های یاد شده بالا در سیلک کاشان، تل گپ، جعفرآباد، جوی، تپه سبز دهلران دوک‌هایی با اشکال متفاوت بدست آمده‌اند که نشانگر تلاش جوامع دوره نوسنگی در بهبود روشهای ریسندگی است. با این وجود بنظر نمی‌رسید که تاپیش از هزاره چهارم از دوک سوراخ‌دار یا دوک بلند که از کارایی بالاتری در کنترل و کیفیت نخ‌ریسی برخوردارند استفاده شده باشد، ولی در هزاره چهارم پیش از میلاد استفاده از این نوع دوک بلند رواج می‌یابد.